# 上海纺织服饰博物馆
上海纺织服饰博物馆位于上海市长宁区延安西路1882号，地处东华大学延安西路校区内，是中国首个全面介绍中国纺织服饰历史发展和相应知识的专业博物馆。

## 场馆介绍
上海纺织服饰博物馆的前身是东华大学纺织史博物馆和东华大学服饰博物馆，从2009年正式开馆。博物馆是一幢五层楼房，占地2000多平方米，建筑面积6700平方米，分为四个分馆，分别为科普馆、古代馆、近代馆、少数民族馆。在一楼的科普馆中，介绍了纺织服饰的产业，古代馆位于二楼，介绍了中国纺织服饰的历史，三楼西厅是近代馆，展品主要是晚清至民国时期的纺织服饰，东厅则是少数民族馆，展品以少数民族服饰为主。
2019年10月，博物馆举办的三大展览“行歌坐月织锦绣——南方少数民族服饰展”“丝绸之路的服饰与风情——唐代服饰复原与当代西部图景”“科技与时尚——东华设计印象展”。

## 参观信息
- 开放时间：周一至周四、周六9:00－16:00，免费开放。
- 公共交通：轨道交通3、4号线、公交57、71、74、127、925、936路。